# 영월 흥녕사지 징효대사탑비
영월 흥녕사지 징효대사탑비(寧越 興寧寺址 澄曉大師塔碑)는 대한민국 강원특별자치도 영월군 무릉도원면 흥녕사 옛터에 있는, 흥녕사를 크게 발전시킨 징효대사의 행적을 기리기 위해 세운 석비이다. 1977년 8월 22일 대한민국의 보물 제612호로 지정되었다.

## 개요
흥녕사를 크게 발전시킨 징효대사의 행적을 기리기 위해 세운 석비로, 거의 완전한 형태로 보존되고 있다.
징효대사가 900년에 입적하여 신라 왕실에서 906년에 시호를 내리고 박인범에게 비문을 짓도록 하였으나 마치지 못하고 죽어 924년에야 비문을 지었으며 결국 비의 건립은 ‘온 나라의 먼지가 멈춘’ 944년에 이루어졌다. 그 해는 대사가 입적한 지 44년 후인 고려 혜종 원년(944)으로 글은 최언위가 짓고 최윤이 글씨를 썼으며 최오규가 비에 새겼다.

## 조각
거북 모양의 받침돌 위에 비몸을 올리고, 그 위에 용머리가 조각된 머릿돌을 얹었다. 받침돌의 거북머리는 용의 머리에 가깝고, 입에는 여의주를 물고 있다. 특히 발가락과 발톱은 사실적으로 조각되어 있어 눈에 띈다. 반구형(半球形)에 가까운 등은 길쭉한 6각무늬로 채워져 있으며, 중앙에는 비를 꽂아두는 네모난 홈을 마련해 두었다. 머릿돌에는 네 마리의 용이 중심을 향해 마주보고 있다. 눈, 코, 입은 사실적으로 새겼으나 몸에 표현된 비늘은 약하게 새겨져 형식에 그치고 있다.

## 비문 내용
비문에는 징효의 출생에서부터 입적할 때까지의 행적이 실려있다. 비문에 의하면 징효는 19세에 장곡사에서 승려가 되어 75세 되던 효공왕 5년(901)에 입적하였다. 끝부분에는 대사의 공적을 기리는 내용도 새겨져 있다.
후삼국 시기의 혼란기에 선사들의 탑비의 건립이 지연되었던 사정을 보여준다. 비문의 전면은 36행에 1행 81자, 음기는 29행으로 이루어져 있다. 비문에는 징효대사가 탄생하여 오관산으로 출가한 후 화엄을 배우다 도윤(道允)과 자인(慈忍) 등 선사를 만나 수학하고 제방의 선지식을 찾아 수행한 이력과 헌강왕, 정강왕 등의 우대를 받고 진성여왕이 국사의 예를 표하였으나 사양한 일 등의 생애를 기술하였다. 흥녕선원을 중사성에 예속시킨다거나 명주승정을 파견하여 일을 처리하는 등 중요한 사료가 들어 있다. 음기에는 사주를 필두로 정종과 광종이 되는 왕자와 고위 관료 수십인과 명주 등 각 연고 지역의 세력가와 확대된 삼강직이 열거되어 있다.

## 같이 보기
- 징효대사
- 영월 징효국사 부도 - 강원도 유형문화재 제72호

## 참고 자료
- 영월 흥녕사지 징효대사탑비 - 국가유산청 국가유산포털
- 한국금석문 종합영상정보시스템-영월흥녕사징효대사탑비(寧越興寧寺澄曉大師塔碑)